# David Ludwig Bay

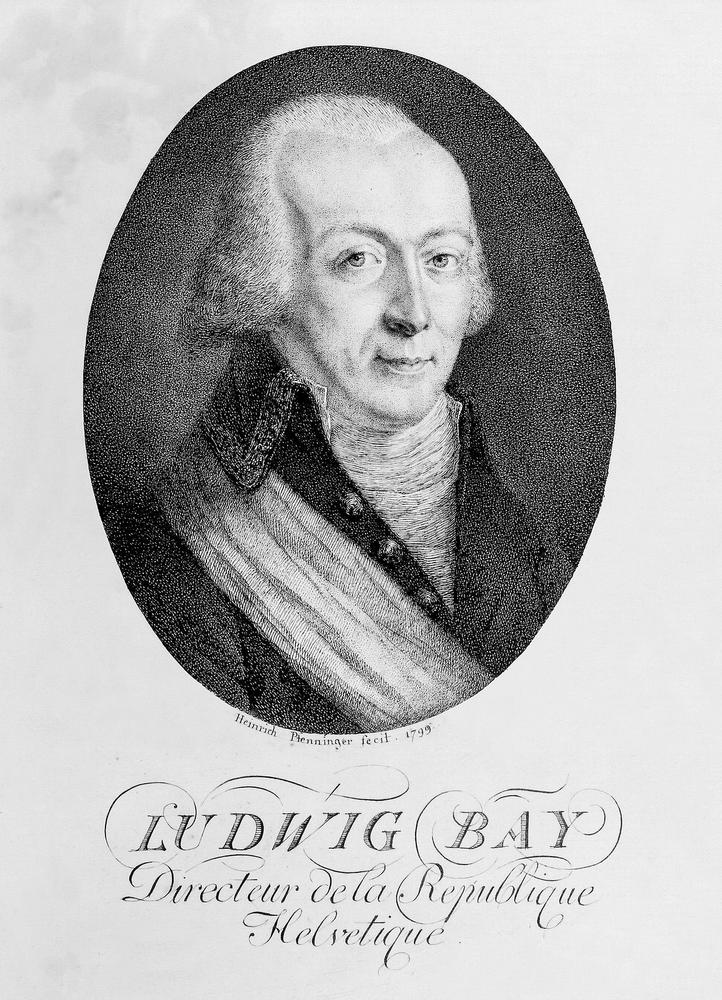
David Ludwig Bay

David Ludwig Bay (* 31. Juli 1749 in Bern; † 2. Dezember 1832 ebenda) war ein Schweizer Politiker und Anwalt zur Zeit der Helvetik.
Bays Vater war ein Offizier. Bay studierte Rechtswissenschaften in Marburg, im Jahr 1792 wurde er zum Offizier der Kavallerie. Im Jahr 1798 wurde er zum Senator.